# Centruroides noxius
Espèce
Centruroides noxius est une espèce de scorpions de la famille des Buthidae.

## Distribution
Cette espèce est endémique du Mexique. Elle se rencontre au Nayarit et au Sinaloa.

## Publication originale
- Hoffmann, 1932 : « Monografias para la Entomologia Medica de Mexico. Monografia num. 2. Los Scorpiones de Mexico. Segunda parte: Buthidae. » Anales del instituto de Biología de la Universidad Nacional de México, vol. 3, no 3, p. 243-361.